# Ортоциркониевая кислота
Ортоциркониевая кислота (гидроксид циркония(IV); циркониевая кислота, α-циркониевая кислота) — неорганическое соединение, гидроксид циркония с формулой H4ZrO4, белое аморфное вещество, не растворимое в воде.

## Получение
- Действие раствора щелочи на растворимую соль циркония на холоду при pH = 2:

{\displaystyle {\mathsf {ZrCl_{4}+4NaOH\ {\xrightarrow {}}\ H_{4}ZrO_{4}\downarrow +4NaCl}}}

## Физические свойства
Ортоциркониевая кислота — белое аморфное вещество, легко образует коллоидные растворы.

## Химические свойства
- Реагирует с растворами щелочей:

{\displaystyle {\mathsf {H_{4}ZrO_{4}+2NaOH\ \rightleftarrows \ Na_{2}[Zr(OH)_{6}]}}}
- Реагирует с разбавленными кислотами:

{\displaystyle {\mathsf {H_{4}ZrO_{4}+2HCl\ {\xrightarrow {}}\ ZrOCl_{2}+3H_{2}O}}}
- При сплавлении оксида циркония(IV) с щелочами образуются соли ортоцирконаты:

{\displaystyle {\mathsf {ZrO_{2}+4NaOH\ {\xrightarrow {T}}\ Na_{4}ZrO_{4}+2H_{2}O}}}